# Línea 6 (Metrovalencia)
La Línea 6 del metro de Valencia es un servicio de tranvía metropolitano integrado en la red de Metrovalencia que une los barrios de Torrefiel y Orriols con los Poblados Marítimos de la ciudad de Valencia (España).

## Historia
Fue inaugurada el 27 de septiembre de 2007 y cuenta con 10,067 kilómetros de longitud  entre las estaciones de Tossal del Rei y Marítim, compartiendo vía con la línea 4 desde Trinitat hasta Doctor Lluch.
Desde el 30 de octubre hasta el 8 de noviembre de 2024, a consecuencia de las graves inundaciones acontecidas en la provincia de Valencia, el servicio en esta línea fue suspendido. El 7 de enero de 2025, la línea recuperó las frecuencias previas a la DANA.

## Recorrido
La línea inicia su recorrido en la calle Conde de Lumiares, desde donde se dirige hacia el norte hacia la avenida de los Hermanos Machado y realiza parada en ella. Avanza hasta el cruce con la calle San Vicente de Paul y efectúa dos paradas. Recorre las calles Duque de Mandas, Alfauir (1 estación), Cofrentes (1 estación) y Vicente Zaragozá (2 estaciones), compartiendo recorrido con la línea 4. Llega a la Universidad Politécnica y recorre la avenida de los Naranjos en su totalidad, realizando 5 paradas en ella. Se introduce por el barrio de El Cabanyal (5 estaciones) hasta unirse a la línea 8 en la plaza de la Armada Española (1 estación). Sigue por la calle Francesc Cubells (1 estación) y finaliza en Marítim, donde tiene conexión con las líneas 5 y 7.

## Servicios
Tossal del Rei - Tarongers Ernest Lluch: Estas circulaciones no realizan paradas entre Tarongers Ernest Lluch y Marítim, haciendo de servicios de refuerzo hacia la Universidad Politécnica.
Tossal del Rei - Beteró: Últimos servicios que se dirigen a los depósitos de la avenida de los Naranjos.
Tossal del Rei - Marítim: Realizan parada en todas las estaciones.
El recorrido de vuelta es igual al de ida, pero en sentido contrario, excepto entre las estaciones de Canyamelar y La Cadena, pasando por la calle Doctor Lluch (estaciones de Doctor Lluch y Cabanyal) en lugar de por la calle Eugenia Viñes (estaciones de Platja Malva-rosa y Platja Les Arenes).

## Correspondencias
La línea 6 conecta con:
- Línea  en la estación de Benimaclet.
- Línea  de Trinitat a Doctor Lluch, además de la estación de Cabanyal.
- Línea  en la estación de Marítim.
- Línea  en la estación de Marítim.
- Línea  en las estaciones de Grau La Marina, Francesc Cubells y Marítim.
- Línea  en la estación de Benimaclet.

## Lugares a los que la línea da servicio
- Torrefiel (estación de Tossal del Rei).
- Biblioteca Valenciana, Monasterio San Miguel de los Reyes y Academia Valenciana de la Lengua (estación de Sant Miquel dels Reis).
- Estadio del Levante (estación de Estadi del Llevant).
- Parque de Orriols (estación de Orriols).
- Benimaclet (estaciones de Primat Reig, Benimaclet y Vicente Zaragozá).
- Universidad Politécnica y Campus de Tarongers de la Universidad de Valencia (estaciones de Universitat Politècnica, La Carrasca,  Tarongers y Beteró).
- Playa de Las Arenas (estaciones de Platja Les Arenes y Platja Malva-rosa).
- Cabañal, Cabañal-Cañamelar y El Grau (estaciones de La Cadena, Doctor Lluch, Cabanyal, Canyamelar, Grau La Marina y Francesc Cubells).
- Poblados Marítimos (estación de Marítim).